# Godzilla i Kong: Nowe imperium
Godzilla i Kong: Nowe imperium (ang. Godzilla x Kong: The New Empire) – amerykański monster movie w reżyserii Adama Wingarda. Piąty film należący do franczyzy MonsterVerse studia Legendary Pictures. Jest to piąty w historii film o Godzilli realizowany przez amerykańskie studia filmowe oraz trzeci, w którym wspólnie występuje z King Kongiem.
Godzilla i Kong łączą siły, aby powstrzymać Naznaczonego Króla – okrutnego władcę małp z Pustej Ziemi, który szykuje inwazję na świat ludzi. W walce z despotą wesprą ich inne potwory oraz pracownicy organizacji Monarch.

## Obsada
| Postać                  | Wersja oryginalna    | Wersja polska       |
| ----------------------- | -------------------- | ------------------- |
| dr Ilene Andrews        | Rebecca Hall         | Katarzyna Dąbrowska |
| Bernie Hayes            | Brian Tyree Henry    | Maciej Maciejewski  |
| Trapper                 | Dan Stevens          | Kamil Kula          |
| Jia                     | Kaylee Hottle        | –                   |
| królowa Iwi             | Fala Chen            | –                   |
| dr Hampton              | Rachel House         | Dominika Łakomska   |
| Mikael                  | Alex Ferns           | Cezary Kwieciński   |
| Laurier                 | Sophia Emberson-Bain | Anna Terpiłowska    |
| Jayne                   | Chantelle Jamieson   | Marta Markowicz     |
| Harris                  | Ron Smyck            | Albert Osik         |
| Lewis                   | Greg Hatton          | Michał Konarski     |
| pani Cadogan            | Chika Ikogwe         | Anna Szymańczyk     |
| dowódca łodzi podwodnej | Kevin Copeland       | Grzegorz Pawlak     |
| Kong                    | Allan Henry          | –                   |
| Naznaczony Król         | Allan Henry          | –                   |
| Suko                    | Luke Hawker          | –                   |

Źródło:

## Produkcja

### Przygotowania
W marcu 2019 roku producent Alex Garcia stwierdził, że Legendary Pictures ma nadzieję wyprodukować więcej filmów MonsterVerse w przypadku sukcesu, stwierdzając, że „każdy element musi być tak dobry, jak to tylko możliwe, więc teraz koncentrujemy się na jednym [Godzilla II: Król potworów i Godzilla vs. Kong]. Ale czy może być więcej? Tak, jest nadzieja na to, jeśli filmy okażą się naprawdę dobre”. W lutym 2021 roku reżyser Godzilla vs. Kong Alex Wingard skomentował przyszłość MonsterVerse: „Wiem, gdzie moglibyśmy potencjalnie pójść z przyszłymi filmami”. Zauważył jednak, że MonsterVerse stworzono „do pewnego stopnia”, aby wszystko prowadziło do jako Godzilla vs. Kong punktu końcowego. Dodał w ekskluzywnym wywiadzie dla portalu Dread Central, że MonsterVerse znajduje się na „rozdrożu”, stwierdzając: „To naprawdę punkt, w którym widzowie muszą zrobić krok naprzód i głosować na więcej z tych rzeczy. Jeśli ten film odniesie sukces, oczywiście będą one kontynuowane”.
Mający premierę 24 marca 2021 roku Godzilla vs. Kong stał się hitem kasowym i streamingowym podczas pandemii COVID-19, zarabiając 470 milionów dolarów na całym świecie przy progu rentowności 330 milionów dolarów i stając się najczęściej piraconym filmem 2021 roku. 4 kwietnia 2021 roku dyrektor generalny Legendary Pictures, Josh Grode, skomentował potencjalne kontynuacje: „Mamy wiele pomysłów na więcej filmów”. Tego samego dnia hasztag #ContinueTheMonsterVerse zaczął zyskiwać na popularności na Twitterze, co zostało docenione przez Legendary Pictures i wsparte przez Jordana Vogt-Robertsa, reżysera Kong: Wyspy Czaszki (2017). Po sukcesie filmu Legendary Pictures zdecydowane było kontynuować MonsterVerse i prowadziło wczesne rozmowy z Adamem Wingardem w sprawie reżyserowania dalszych filmów. Rozważane były różne pomysły, a jednym z potencjalnych tytułów był Son of Kong, co dało spekulacje o tym że fabuła skupi się na Kongu i jego potomku, zaś udziału Godzilli może nie być, zwłaszcza że właściciel praw autorskich do Godzilli – japońska wytwórnia Tōhō miała własne plany co do produkcji rodzimych filmów.
W marcu 2022 roku australijska gazeta „The Courier Mail” doniosła o planach kręceniach kontynuacji Godzilli kontra Konga w Queensland, co wkrótce potwierdził australijski minister ds. komunikacji, infrastruktury urbanistycznej, miast oraz sztuki Paul Fletcher. Warner Bros. i Legendary Pictures potwierdziły także powrót Wingarda na stołek reżyserski oraz udział Dana Stevensa w roli głównej. W maju 2022 roku filmowi nadano roboczy tytuł Origins. W lipcu 2022 roku Tōhō potwierdziło udział Godzilli w nadchodzącym sequelu. W listopadzie 2022 roku ujawniono, że prawdopodobny tytuł kontynuacji to Godzilla and Kong. 19 kwietnia 2023 roku Legendary Pictures opublikowało zapowiedź przedstawiającą tytuł jako Godzilla x Kong: The New Empire. Adam Wingard w późniejszym wywiadzie dla serwisu CBR.com wyjaśnił, że człon x w tytule był jego pomysłem i pochodzi od skrótu oznaczającego współpracę: „Teraz, gdy patrzę wstecz, jestem zaskoczony, że nikt nigdy wcześniej nie użył x w tytule w taki sposób, przynajmniej o ile mi wiadomo”. Także ów człon pozwala odróżniać się od tytułu poprzedniego filmu.

### Casting
W sierpniu 2022 roku Warner Bros. i Legendary ogłosiły, że Rebecca Hall, Brian Tyree Henry i Kaylee Hottle powrócą do swoich ról z Godzilla vs. Kong, a Fala Chen, Alex Ferns i Rachel House również dołączą do obsady.

### Scenariusz
W sierpniu 2022 roku przy potwierdzeniu udziału aktorów z Godzilla vs. Kong Warner Bros. i Legendary ujawniły również zarys fabuły. Ujawniono również, że Terry Rossio powrócił, aby napisać scenariusz z Jeremym Slaterem i Simonem Barrettem. W związku ze wspomnieniem w zarysie o „nieznanym zagrożeniu z innego świata” pojawiły się wycieki, że antagonistą może być Kosmogodzilla, kosmiczny klon Godzilli z japońskiego filmu Godzilla kontra Kosmogodzilla (1994). Adam Wingard chciał stworzyć monster movie opowiadany z punktu widzenia potwora, co pragnął ujrzeć od dziecka. Wingard chciał dla Konga przeciwnika podobnego do niego i mającego cechy umożliwiające walkę na równi, stąd powstał Naznaczony Król (ang. Skar King) określany przez reżysera jako Anty-Kong. Wingard tworząc Naznaczonego Króla miał głównie na myśli kogoś w typie złowieszczego dyktatora, a jego akcje miały być motywowane ego niż zwierzęcym instynktem: „Co jest w nim interesujące jako złoczyńcy, jako że jest bardziej w kategorii małpiej jak Kong, ma nieco bardziej ludzką inteligencję i ludzkie odruchy, co oznacza iż jego intencje są ludzkie. (...) Naznaczony Król ma pociąg do władzy i kontroli, do tych wszystkich negatywnych cech, które dyktator posiada”. Główną inspiracją przy kreowaniu Naznaczonego Króla był Shack, główny antagonista filmu Władca północy (1973), szczególnie finałowy pojedynek pomiędzy Shackiem a A-No.-1, głównym protagonistą: „Rzecz, która dla mnie zawsze się wyróżniała to wspaniała bitwa na końcu filmu, w której Ernest Borgnine ma łańcuch, którym wymachuje oraz Lee Marvin ma siekierę. I to zachwycająca walka (...). Jest to coś, co chciałem ujrzeć w skali 300 stóp”.
Za postacią Suko stał pomysł na kogoś w rodzaju syna Konga. Wingard wraz z scenarzystami krążył wokół koncepcji, żeby Kong miał kompana będącego młodszą wersją jego samego. Żartobliwie zaprzeczył, że nawiązywano do tytułowego bohatera z Mighty Joe Young (1949) i Wielkiego Joe (1998). W maju 2023 roku pojawiła się plotka, iż jednym z dwóch głównych przeciwników jest potwór Shimu, który był już zapowiadany w grze komputerowej Call of Duty: Warzone (2020) i Call of Duty: Vanguard (2021), w których wprowadzono DLC „Operation Monarch” nawiązujące do filmu Godzilla vs. Kong. Tam w jednej z jaskiń znajdowała się jego podobizna. W grudniu 2023 roku na singapurskim konwencie Singapore Comic Con potwierdzono udział potwora pod imieniem Shimo za pośrednictwem zabawek Jada Toys Metalfigs.
Wingard chciał uczynić Godzillę spójnym w stosunku do poprzedniego filmu. Wingard motywował nowy wygląd Godzilli jako „część głównego nurtu historii”, zaś róż, będący ulubionym kolorem reżysera, nie był przypadkowy: „To nie jest tak, że on ewoluuje i z jakiegoś powodu niebieski zmienia się w różowy”. W scenariuszu Godzilla otrzymał silniejszą formę oznaczającą wzrost mocy: „On wrzuca wyższy bieg. To interesujące, ponieważ film pokazuje, że istnieje druga strona Godzilli. To w jaki sposób się zmienia na różowo, to jest właśnie jego inna strona, bez zdradzania szczegółów. To trochę inspirowane Nieśmiertelnym (1986), myślę, że do pewnego stopnia można to powiedzieć. Ale pozwolę ludziom zrozumieć, co przez to mam na myśli” – wyjaśniał Wingard dla portalu Comic Book. W związku z obraniem bardziej szaleńczego tonu i szukania możliwości rozwinięcia postaci, Kong otrzymał robotyczną rękawicę: „Godzilla oczywiście ma wielką ewolucję, zaś z Kongiem byliśmy w jakimś stopniu inspirowani, jeśli chodzi o to, w obraniu kierunku na anime z dodaniem ogromnej mechanicznej Power Glove (...) i staraliśmy maksymalizować kierunek tonalny, którym szliśmy z tego typu rzeczami”.
W listopadzie tego samego roku insider ViewerAnon podał na portalu X informację o tym, iż w filmie powróci Mothra. W marcu 2024 roku Wingard potwierdził, że włączenie Mothry zawsze było częścią planu scenariuszowego. Jednak Legendary Pictures nie miało już praw do Mothry do czasu rozpoczęcia postprodukcji i użyto zastępczej postaci o imieniu „Phosphera” do czasu wznowienia licencji. Wingard zdementował również pogłoski, że Phosphera została zastąpiona Mothrą z powodu słabych testów publiczności, powtarzając, że Mothra została uwzględniona już w pierwszej wersji roboczej filmu. Porównał również Mothrę do anioła, a Naznaczonego Króla do diabła.
Walka Godzilli i Konga w Kairze była inspirowana bójką Nady i Franka z Oni żyją (1988): „Najlepsze sceny w tym filmie to walka bohaterów ze sobą. To nie jest walka bohatera ze złoczyńcą. To dwójka bohaterów walczących ze sobą z powodu pewnego nieporozumienia. To była wielka inspiracja, jeśli chodzi o moje podejście do Godzilli i Konga, ponieważ obaj są tymi dobrymi, ale nie będzie łatwe, żeby się dogadali”.

### Preprodukcja
Do zaprojektowania nowych potworów ponownie zatrudniono grafika Jareda Krichevskyego, po tym jak Adam Wingard był pod wrażeniem jego projektu Mechagodzilli w Godzilli vs. Kongu. Głównym założeniem przy projekcie Shimo było to, że miała być „lodowym Godzillą”; początkowe szkice Shimo Krichevskyego uznano za zbyt przypominające smoki. Inna wersja została oparta na Barugonie z filmu Gamera kontra Barugon (1966). Ostatecznie Krichevsky zainspirował się waranami z Komodo i niedźwiedziami polarnymi, a w projekcie twarzy również uwzględnił kameleony. Według niego Shimo oryginalnie miała być płci męskiej.
Prócz Shimo i Suko Krichevsky zaprojektował nową formę Godzilli, której główną inspiracją był Godzilla z serii Millenium. Przy jej tworzeniu bazował się również na technice Kaiō-ken stosowanej przez Son Gokū w serialu anime Dragon Ball Z (1989–1996). Potwierdził także, że forma ta jest chwilowa. W związku z tym, że płetwy grzbietowe Godzilli otrzymały kolor różowy pojawiły się różne spekulacje fanów, do czego odniósł się Wingard: „To, co jest fajne w Godzilli, to aktualizowanie jego wyglądu na przestrzeni lat. Było tak wiele różnych jego wersji. Kiedy robiliśmy film, to miałem świadomość, że zmiana koloru kolców byłaby kontrowersyjna. To nie miało być kontrowersyjne, ale skoro jest, to też w porządku, bo ma to sens. Bez kontekstu z filmu jest to tym bardziej szokujące”. Zaprzeczył jednak, że mało to związek z fenomenem kulturowym Barbenheimer otaczającym filmy Barbie (2023) i Oppenheimer (2023) mające premierę tego samego dnia: „Kiedy robiliśmy film, to Oppenheimera jeszcze nie było, Barbie też i Barbenheimera tym bardziej. A jednak stworzyliśmy coś, co stanowi niemal fizyczne ucieleśnienie Barbenheimera w postaci różowego Godzilli. To był jeden z tych momentów, gdy zsynchronizowaliśmy się kulturalnie. Może wszyscy popijamy ten sam podświadomy Kool-Aid lub cokolwiek innego. Mam świadomość porównań. (...) Uważam, że to ekscytujące posunięcie, bo łatwo byłoby zrobić kolejny film, w którym Godzilla jest po prostu Godzillą”. Zaprzeczył również wspólnie z Krichevskym spekulacjom mówiącym, że dla różowego Godzilli inspiracją była forma Super Saiyan Rosé stosowana przez Czarnego Goku w serialu anime Dragon Ball Super (2015–2018).

### Realizacja
Główne zdjęcia rozpoczęto w Gold Coast w Queensland w Australii 29 lipca 2022 roku. Na początku produkcji potwierdzono, że Ben Seresin powrócił jako operator zdjęć, Tom Hammock jako scenograf i Josh Schaeffer jako montażysta.
Za efekty specjalne odpowiadała nowozelandzka firma Wētā FX. Przed rozpoczęciem produkcji przechwytywania ruchu ekipa od efektów specjalnych zaczęła od przyjrzenia się specyfice projektów potworów i na ich podstawienia opracowania podstawowego profilu każdego z nich. Po analizie zachowania postaci, Ludovic Chailloloau zaczął opracowywać język i mowę ciała dla każdej z nich, wykorzystującym ich projekty do podkreślenia ich osobowości i temperamentu. Nowe potwory oparto na zachowaniu poszczególnych zwierząt – Naznaczony Król oparty był na czepiakach, gibbonach i orangutanach, Suko na młodych goryli, a Shimo w kontraście do Godzilli na kotowatych. „W przypadku Konga chcieli, żeby wyglądał na trochę starszego, trochę bardziej siwego, aby zobaczyć postęp czasu. Jedną z rzeczy, które zauważyłem na ilustracjach, była dłuższa broda. Zabawne jest to, że nie widziałem Adama od dłuższego czasu, a kiedy po raz pierwszy z nim rozmawialiśmy, miał ogromną brodę, więc wiedzieliśmy, skąd to się wzięło.” – powiedział kierownik ds. efektów wizualnych Wētā, Kevin Smith. Naznaczony Król był zaprojektowany jako szczuplejszy i walczący strategicznie na zasadzie kontrastu do Konga, który jako goryl był wyższy i opierający się na bezpośredniej brutalnej sile.
Przy kręceniu materiałów z aktorami wykorzystano techniki odwzorowania mięśni znanej z filmu Avatar (2009). „Jeśli chcesz, aby Kong dał wyraz swoim występom, uzyskasz znacznie lepsze wyniki i szybciej. Zatem przejście od uśmiechu do grymasu jest bardziej realistyczne, ponieważ lepiej łączysz ze sobą kształty twarzy” – powiedział dla IndieWire Smith.

### Muzyka
25 sierpnia 2022 roku ogłoszono, że Tom Holkenborg wróci, aby skomponować ścieżkę dźwiękową do filmu, po wcześniejszym zrobieniu tego dla Godzilli vs. Konga: „Jestem wielkim fanem Godzilli i Konga i uwielbiałem pracować z Adamem przy Godzilla vs. Kong, więc powrót do tych potworów, aby nagrać ich największą przygodę w dotychczasowej historii, był spełnieniem marzeń. To dwa z najtrwalszych imion w Hollywood, a Adam wykonał niesamowitą robotę, wdrażając swoją wizję tych ikon. (...) Nie mógłbym być bardziej entuzjastycznie nastawiony do kontynuowania moich przygód z Adamem i poszerzania naszej twórczej relacji w Monsterverse”. W grudniu 2023 roku ogłoszono, że muzykę będzie współtworzył Antonio Di Iorio.

## Promocja
Gdy 19 kwietnia 2023 roku Legendary Pictures opublikowało pierwszą zapowiedź filmu, ukazany został w niej podobny Konga potwór na tronie będący prawdopodobnie nowym antagonistą. 29 listopada 2023 roku na oficjalnym koncie filmu serwisu Instagram opublikowano plakat przedstawiającym Naznaczonego Króla z tagline’em Bow to your new king. Dzień później na tym samym koncie pojawiły się analogiczne plakaty ukazujące Godzillę i Konga z tagline’em United 2024. 2 grudnia 2023 roku podczas panelu na brazylijskim konwencie CCXP w São Paulo Warner Bros. opublikowało pierwsze oficjalne fotosy, a dzień później oficjalne plakat i zwiastun filmu. W Walentynki 2024 roku Warner Bros. opublikowało drugi zwiastun na swoim kanale youtube’owym.

## Premiera
Pierwotnie premiera została zaplanowana 15 marca 2024 roku. Następnie została przeniesiona na 12 kwietnia tego samego roku. Potem została ona przeniesiona na 29 marca 2024 roku. Oficjalnie film zadebiutował 25 marca tego samego roku w Grauman’s Chinese Theatre w Hollywood, po czym międzynarodowo został wydany dwa dni później, a na terenie całych Stanów Zjednoczonych 29 marca. Polska premiera miała miejsce 28 marca tego samego roku, która pierwotnie miała odbyć się 12 kwietnia.

## Kontynuacje
Adam Wingard w wywiadzie dla serwisu Discussing Film wyraził zainteresowanie nakręceniem trzeciego wspólnego filmu Godzilli i King Konga, zaznaczając że wszystko jest zależne od przyjęcia Godzilli i Kong: Nowego imperium: „Cały pomysł polega na tym, że jeśli nakręciłeś dwa filmy, może powinieneś po prostu zrobić trzeci, ponieważ, jak powiedziałeś, jest tam trylogia. Zdecydowanie uważam, że jest w tym więcej historii i myślę, że mam więcej historii do opowiedzenia. (...) Ale prawda jest taka, że jeśli mam być z tobą całkowicie szczery, mam więcej historii do opowiedzenia o tych potworach i wiem, dokąd zmierzam. Byłbym bardzo podekscytowany możliwością powrotu na kolejny film, jeśli wszystko się ułoży!”. Wingard uważał, że tym razem kolejny film powinien skupić się na Godzilli, a także zasugerował obecność jego potomka inspirowanego Godzillą Juniorem z serii Heisei, dokładnie jego wersją z filmu Godzilla kontra Destruktor (1995). Jared Krichevsky zasugerował, że Godzilla będąc w różowej postaci „jest w trakcie transformacji”, co media wskazywały na obecność zupełnie nowej transformacji w przyszłym filmie.
W maju 2024 roku Dave Callaham został ogłoszony jako scenarzysta kontynuacji, a miesiąc później Grant Sputore jako reżyser. W marcu 2025 roku „The Hollywood Reporter” ogłosiło udział Matthew Modine’a w kontynuacji i rozpoczęcie zdjęć w kwietniu tego roku w Australii. Premiera została zaplanowana na 26 marca 2027 roku.